# Amblyceps murraystuarti
Amblyceps murraystuarti és una espècie de peix de la família dels amblicipítids i de l'ordre dels siluriformes.

## Morfologia
- Els mascles poden assolir 12,8 cm de longitud total.
- Nombre de vèrtebres: 45-46.[5][6]

## Hàbitat
És un peix d'aigua dolça i de clima tropical.

## Distribució geogràfica
Es troba a Àsia: conca del riu Irrawaddy a Myanmar.